# Derecho del tránsito

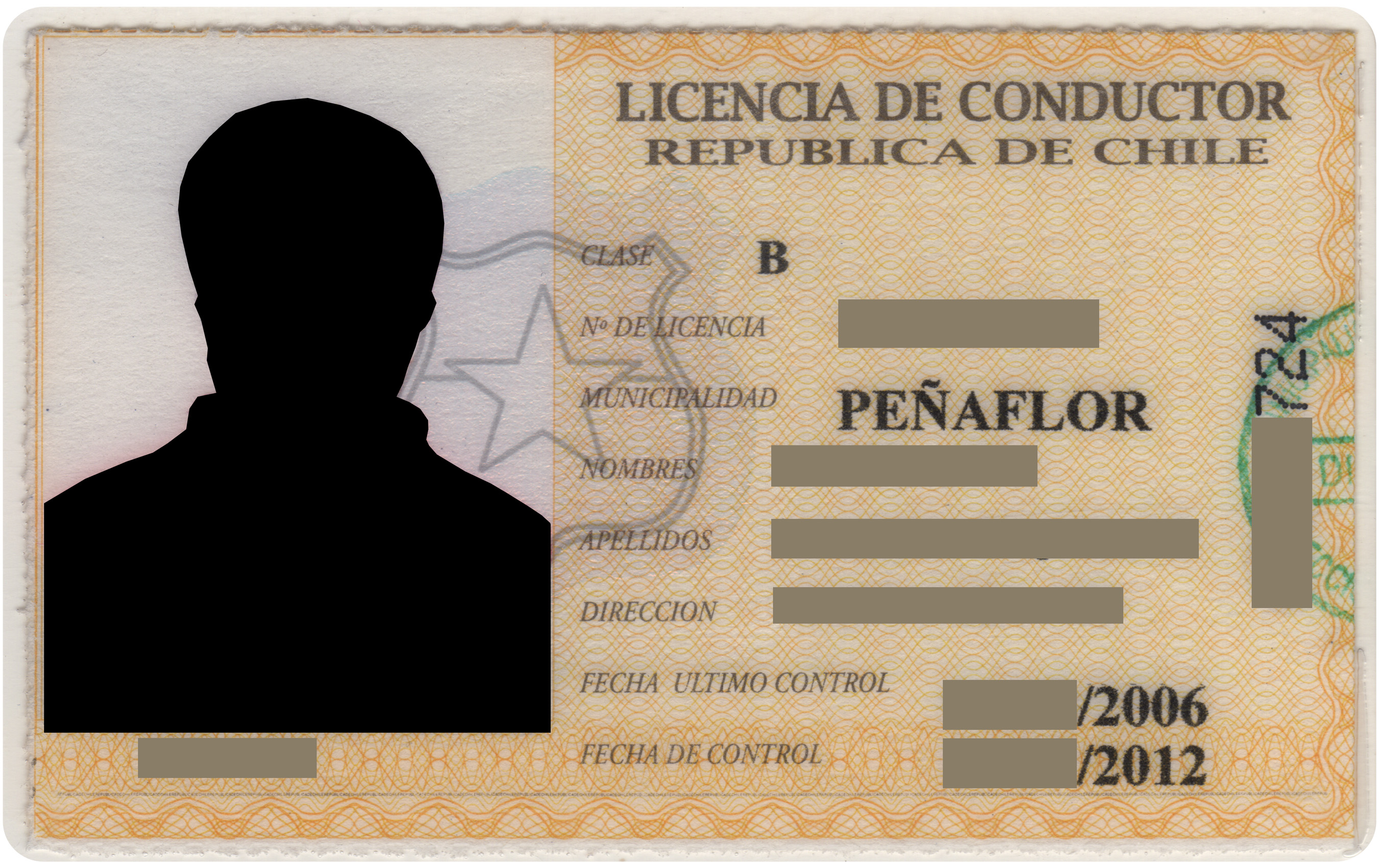
Licencia de conducir regulada por el Derecho de tránsito chileno.

El derecho del tránsito no es propiamente una rama del ámbito jurídico, sino un conjunto de normas de diversa índole: administrativas, penales, civiles, cuyo elemento de enlace es el campo en que se aplícan. Estas normas tienen por objeto regular la actividad de los sujetos en su calidad de usuarios de las vías públicas.  
Por ello, comprende reglas técnicas que posibilitan la circulación, normas dirigidas a otorgar seguridad a los usuarios, imponiendo sanciones, en general, consistentes en multas, por las infracciones a dichas normas y otras disposiciones relacionadas con actos jurídicos referidos a los bienes utilizados en el transporte.
El estudio del derecho del transporte está íntimamente ligado al del derecho del tránsito, tránsito es transporte, es trasladar. El traslado requiere de una determinada infraestructura y normas regulatorias de la circulación necesarias para evitar el caos en el desplazamiento de los vehículos utilizados por las diferentes vías.